# Michael Holliday
Norman Alexander Milne, conhecido profissionalmente como Michael Holliday (26 de novembro de 1924 — 29 de outubro de 1963) foi um popular crooner britânico, famoso no final dos anos 50 e começo dos 60.
Emplacou alguns sucessos nas paradas musicais, incluindo dois singles número um, "The Story of My Life" e "Starry Eyed".
Holliday enfrentava um problema constante de medo de palco, sofrendo um colapso mental em 1961. Ele cometeu suicídio dois anos depois, morrendo de uma overdose de drogas em Croydon, Surrey.